# UFC 14
UFC 14:  Showdown var en mixed martial arts-gala arrangerad av Ultimate  Fighting Championship (UFC) i Birmingham i Alabama i USA på  Boutwell Municipal Auditorium den 27 juli 1997.